# مسجد حمامیان
مسجد حمامیان بنایی تاریخی مربوط به دوره قاجار و در شهرستان بوکان در روستای حمامیان واقع شده است. این اثر در تاریخ ۲۵ اسفند ۱۳۷۹ با شمارهٔ ثبت ۳۴۸۳ به‌عنوان یکی از آثار ملی ایران به ثبت رسیده است.
در سه کیلومتری شهر بوکان، در روستای حمامیان مسجد تاریخی حمامیان و بقایای مدرسه قدیمی روستای حمامیان که هم‌اکنون قسمتی از کلاس‌های آن سالم مانده، قرار گرفته است. این مسجد قبل از جنگ جهانی دوم در سال ۱۳۲۸ هجری قمری (۱۲۸۸ شمسی) بنا شده و مؤسس آن محمودآقا ایلخانی‌زاده و معمار آن معمار باشی مراغه‌ای بوده است.
بنای مسجد حمامیان مربع شکل بوده و مسجد از ترکیب سنگ لاشه معادن اطراف، آجر خشتی، چوب گردو بنا گردیده است. پی بنا که مقاوم در برابر زلزله و طوفان است که در عمق بیست متری زمین پی ریزی شده است. قرینه‌سازی میان ستون‌ها و آجرتراشی‌های سقف و دیوار در این مکان توسط سازنده مورد توجه قرار گرفته.
بر روی سقف مسجد تک گنبد پوششی به صورت دو لایه با ظرافت بنا گردیده که به‌وسیله آجر چهارگوش در بدنه و رنگ آمیزی گیاهی تزئین شده است.
بعد از احداث بنای مسجد حمامیان، مدرسه ای در جوار آن ساخته شد و در فاصله سی متری آن نیز وضو خانه‌ای در ضلع شمال غربی احداث گردید، به این ترتیب در کنار نام مسجد به مرور مدرسه هم که طلاب علوم دینی نیز در آن تحصیل می‌کردند، اضافه شده است.
در بدو ورود به مسجد تالار چهار ستونی با یک سکوی نسبتاً کوتاه احداث شده که از آن جهت مراسم‌های ویژه یا ختم اهالی روستا استفاده می‌شده است. سقف تالار با چوب درخت توت پوشانده شده و ستون‌های آن به سبک بومی بخش‌های کردنشین ایران احداث گردیده است.
درب کوچکی تالار را به صحن اصلی مسجد متصل می‌کند. گنبد صحن هرمی و به صورت پلکانی سقف را به نقطه‌ای واحد متصل می‌کند که همچون دیگر نقاط مسجد برای تزئین آن از هنر آجر تراشی بهره گرفته شده است.
در چهار سوی مسجد چهار گلدسته آجری در زیر سقف واقع شده‌اند. محراب مسجد در میان دو پنجره قرار گرفته و در عمق آن نیز پنجره کوچک دیگری تعبیه شده است. گرداگرد مسجد نیز با هنر آجر تراشی بهم اتصال یافته است.